# ローラン・カセグレン
ローラン・カスグラン（仏: Laurent Cassegrain , 1629年 - 1693年9月1日）は、フランスのカトリック教会の司祭、天文学者。カセグレン式望遠鏡の考案者として最も有力な人物である。

## 生涯
ローラン・カスグラン(カセグレンは英語読み)は、1629年に、マチュラン・カスグランとジュアンヌ・マルケの息子としてシャルトルで生まれた。彼がどのような教育を受けたかについては明らかでないが、1654年には司祭と教授であった。彼は、音響、光学と力学に関心を持っていたと考えられている。ショドンのリセ、コレージュ・ド・シャルトルで科学を教える教師として働いていた1693年9月1日に他界した。

## カセグレン式望遠鏡の発明

カセグレン式望遠鏡

カセグレン式望遠鏡は、凹面鏡の主鏡の中心に穴を開け、そこから主鏡の焦点に設置した凸面の副鏡で反射した光を外部に導く形式の望遠鏡である。
カセグレン式望遠鏡は、1672年4月25日にジャン＝バティスト・デニが出版した科学誌 Recueil des memoires et conferences concernant les arts et les sciences の第8版に、その最初の記述が見られる。カスグランが発明した「メガホン式反射望遠鏡」についての記述が、シャルトルの科学アカデミーの代表として働いていた M. de Berce という人物からの手紙の抜粋においてこの版の中に発見されている。
これは、アイザック・ニュートンのニュートン式望遠鏡の製作法が出版されたちょうどその頃のことである。1672年6月13日には、クリスティアン・ホイヘンスがカセグレン式望遠鏡について厳しく批評している。このような論争が続くうちに、カスグランのファーストネームは忘れられてしまった。
1997年に、二人のフランス人天文学者、Andre Baranne と Francois Launay は、未発表の原稿の検索や、カスグランが住んでいたシャルトル及びショドンの教区記録簿の分析を含む長く細心の調査の後、「ローラン・カスグランが最も可能性が高い候補である」と識別した。
月面のクレーター「カスグラン」は、彼が何者なのか明らかではなかった頃に命名されたものの、彼の業績を記念して命名されたものである。